# Semiothisa mandata
Semiothisa mandata là một loài bướm đêm trong họ Geometridae.